# Розлин Естејтс (Њујорк)
Розлин Естејтс (енгл. Roslyn Estates) град је у америчкој савезној држави Њујорк.

## Демографија
По попису из 2010. године број становника је 1.251, што је 41 (3,4%) становника више него 2000. године.
| Група             | 2000.         | 2010.         |
| Белци             | 1.116 (92,2%) | 1.115 (89,1%) |
| Афроамериканци    | 2 (0,2%)      | 5 (0,4%)      |
| Азијати           | 59 (4,9%)     | 103 (8,2%)    |
| Хиспаноамериканци | 27 (2,2%)     | 17 (1,4%)     |
| Укупно            | 1.210         | 1.251         |